# Vindula montana
Vindula montana är en fjärilsart som beskrevs av Hans Fruhstorfer. Vindula montana ingår i släktet Vindula och familjen praktfjärilar. Inga underarter finns listade i Catalogue of Life.